# كارثة (فلم)
كارثة (بالإنجليزية: Trainwreck) هو فيلم كوميدي ورومانسي أمريكي صدر عام 2015 وقام بإخراجه جود أباتو وقام بكتابته إيمي شومر. و قام بالبطولة شومر وبيل هادر بالإضافة إلى مجموعة من الممثلين من ضمنهم تيلدا سوينتون، بري لارسون، كولن كوين، فانيسا باير، جون سينا، ليبرون جيمس.

## القصة
تدور أحداث الفلم حول (إيمي)، الفتاة الشابة التي تحظى بمهنة جيدة ككاتبة في الصحف والمجلات، ولكنها منذ صغرها وهي تعاني من فوبيا الالتزام، حيث ترفض الدخول في أية علاقة جادة، وتُفضل حياة الحرية والاستقلال، ولكن عندما تشعر بشيء ما تجاه طبيب رياضي وسيم والذي كان محور لإحدى مواضيعها الصحافية، تبدأ في مراجعة مبادئها هذه مرة أخرى.

## الميزانية والإيرادات
بلغت تكلفة إنتاج الفيلم حوالي 35 مليون دولار بينما حقق أرباحا تقدر بـ 111.6 مليون دولار.

## وصلات خارجية
- مقالات تستعمل روابط فنية بلا صلة مع ويكي بيانات